# Schleuse Neukirchen
Die Schleuse Neukirchen an der Ruhr im Essener Stadtteil Werden wurde in den Jahren 1777 bis 1778 erbaut. Diese heute nicht mehr in Betrieb befindliche Schleuse liegt unterhalb des Baldeneysees, direkt nordöstlich der Brehminsel.

## Geschichte

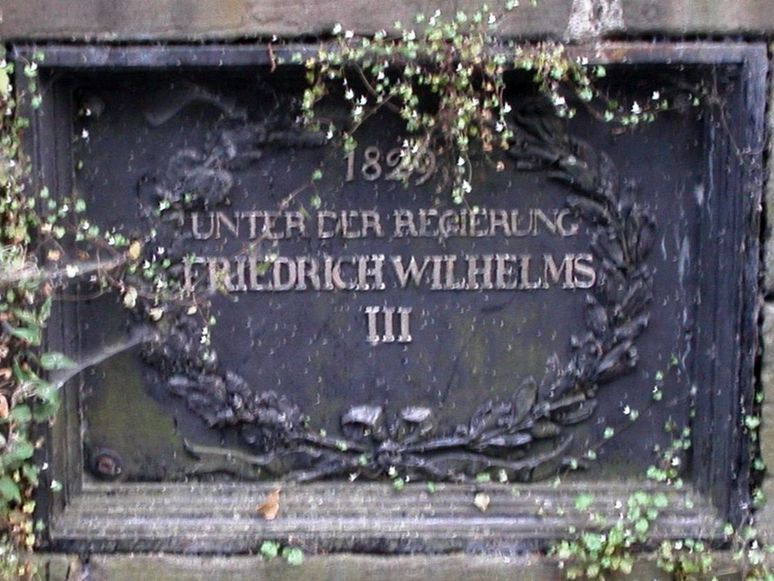
Gedenktafel, in der Schleusenmauer eingelassen

In den Jahren 1774 bis 1780 wurden 16 Schleusen an der Ruhr zwischen Ruhrort und Langschede gebaut. Auf Drängen von Friedrich II. von Preußen sollte die Ruhr auf dieser Länge schiffbar gemacht werden, was trotz Widerstandes örtlicher Grundherren geschah. Nur mit Hilfe von Schleusen konnten die Ruhraaken Kohle ohne Umladung aus der Grafschaft Mark bis zum Rhein transportieren. Den Höhepunkt erreichte die Schifffahrt 1860. Die Ruhr war zu dieser Zeit der meistbefahrene Fluss Europas. In den folgenden Jahren wurde ein zunehmender Teil der Transporte von der aufstrebenden Eisenbahn übernommen. Mit der Errichtung der Ruhrtal-Bahn (1872 bis 1876) verlor die Ruhrschifffahrt ihre Bedeutung.
Der Abt von Kloster Werden, Johannes Hellersberg (Abt von 1774 bis 1780),  ließ von 1777 bis 1778 die Schleuse Neukirchen, benannt nach dem Ortsteil, bauen, um die Neukircher Schlagd zu überwinden, welche der Energiegewinnung für Kornmühlen auf beiden Ruhrufern diente. Die Schleuse hat eine Länge von 42,9 Meter und eine Breite von 5,65 Metern. Insgesamt zweimal musste 1829 und 1844 die Schleusenkammer erneuert werden, wobei sie 1829 ihre heutige Form erhielt. Zur letzten Erneuerung kam das Mühlengebäude der ehemaligen Getreidemühle auf der Schleuseninsel dazu. Das Gebäude heißt heute wegen des Anstrichs Weiße Mühle und beherbergt seit 2003 einen Teil der Folkwang Hochschule. Hier war auch der Neukircher Hafen, ein Sicherheitshafen, in dem die Kohlenschiffe überwintern konnten.
Bevor die Schleuse Neukirchen 1986 unter Denkmalschutz gestellt wurde, und in den Jahren 1986 und 1987 vom Staatlichen Amt für Wasser- und Abfallwirtschaft Düsseldorf (StAWA) restauriert wurde, war sie mehrfach überbaut worden.
Als 1933 der Baldeneysee zur Verbesserung der Wasserqualität aufgestaut wurde, fiel die Neukirchener Schleuse trocken, da sie sich seitdem unterhalb der neuen großen Staumauer befindet. Der Wasserspiegel sank um 3,70 Meter und die ehemalige Schlagd wurde beseitigt. Die 1925 ausgebesserten Eichentore wurden in dieser Zeit ausgebaut. Die offizielle Stilllegung der Schleuse erfolgte 1950. Die Schifffahrt benutzt seitdem die Schleuse Baldeney mit dem folgenden normalen Flusslauf. Die hölzernen Stemmtore stammten aus der Schleuse Horst, wurden aber nach Zerstörung durch Hochwasser im Juni 2021 ausgebaut.